# Santiago de Compostela
Santiago de Compostela (galicyjska wymowa: [saŋtiˈaɣo ðe komposˈtɛla], hiszpańska wymowa: [sanˈtjaɣo ðe komposˈtela]) – miasto w północno-zachodniej Hiszpanii, w prowincji A Coruña, stolica regionu Galicja. Położone na zachodnim pogórzu Gór Kantabryjskich, ok. 35 km od wybrzeża Oceanu Atlantyckiego. W mieście znajduje się stacja kolejowa Santiago de Compostela. Przemysł lekki i rzemiosło artystyczne, ośrodek handlowy, turystyczny i pielgrzymkowy.

## Cel pielgrzymowania
Miejsce spoczynku św. Jakuba Większego, jednego z dwunastu apostołów, uczniów Jezusa Chrystusa. Od średniowiecza znany ośrodek kultu i cel pielgrzymek. Do Santiago de Compostela, które było w tamtym czasie jednym z trzech głównych celów średniowiecznego pątnictwa (obok Rzymu oraz Ziemi Świętej), wyruszali ludzie wszystkich stanów. Pielgrzymka do grobu apostoła bywała też traktowana jako element resocjalizacji, czy to zadany sobie samodzielnie, czy to nakazany wyrokiem sądowym. Na szlakach do Composteli, zwanych Drogą św. Jakuba, znajdują się liczne schroniska (albergue), prowadzone przez bractwa i stowarzyszenia przyjaciół Dróg św. Jakuba, osoby prywatne oraz samorządy. Jednym z symboli pielgrzymki i pielgrzymów do Santiago de Compostela jest muszla przegrzebka, nazywana także muszlą świętego Jakuba. Pierwotnie w średniowieczu, muszla była symbolem ukończonej pielgrzymki, a pielgrzym zabierał ją z wybrzeża Atlantyku, po dotarciu na koniec średniowiecznego świata – przylądek Finisterre. Obecnie muszla taka stanowi znak rozpoznawczy pielgrzymów w drodze do Santiago de Compostela.

## Historia miasta i regionu
- region od X wieku p.n.e. zasiedlony przez Celtów (Galaicos), którzy wznosili osady na planie koła na szczytach wzgórz
- W II–I w. p.n.e. ziemie podbite przez Rzymian
- W V w. pod panowaniem Swebów
- Od 585 do 711 w królestwie Wizygotów
- Od 711 do 739 w rękach Maurów
- W 813 odkryto grób uznany za miejsce pochówku Jakuba Apostoła (Świętego Jakuba – Sant Iago, Santiago) co dało początek słynnym pielgrzymkom z całej Europy. Miasto powstało i rozwinęło się wokół sanktuarium zbudowanym przez Alfonsa II – króla Asturii, w miejscu odkrycia grobu.
- W IX w. utworzenie biskupstwa
- W 910–914 Santiago de Compostela zostało stolicą samodzielnego królestwa.
- W 997 miasto zburzone przez Almanzora, władcę Kordoby
- Od XI w. związane z Asturią, w 1065–71 samodzielne królestwo; staje się jednym z najważniejszych miejsc pielgrzymkowych chrześcijaństwa – obok Rzymu i Jerozolimy
- Od 1120 arcybiskupstwo
- W 1161 do ochrony pielgrzymów powołano zakon rycerski Santiago (Orden de Santiago)
- Od 1230 połączone z Leónem i z Kastylią
- Od XVI w. główny ośrodek kulturalny Galicji; założenie uniwersytetu w 1501
- W 1936 ludność Galicji w referendum opowiedziała się za autonomią, nie wprowadzoną z powodu wybuchu hiszpańskiej wojny domowej
- Od 1981 posiada statut o autonomii – regionalny parlament i rząd.
- 24 lipca 2013 w mieście doszło do tragicznej katastrofy kolejowej pociągu pasażerskiego jadącego z Madrytu do Ferrol. Zginęło 79 osób, a 178 zostało rannych.

## Zabytki
- zespół zabytkowy starego miasta, wpisany na listę światowego dziedzictwa UNESCO
- katedra budowana od XI–XII do XVIII w., według tradycji nad grobem św. Jakuba Starszego
  - romańskie wejście główne Pórtico da Gloria, z 1168–88, z ok. 200 figurami, w tym Chrystusa, ewangelistów, św. Jakuba, proroków i apostołów
  - barokowa fasada O Obradorio, z 1730–1750 (w stylu zwanym churrigueryzmem), z dwiema wieżami; na ścianie szczytowej umieszczony jest posąg św. Jakuba
  - do katedry przylega późnogotycki krużganek z XVI wieku i pałac arcybiskupi z XVIII wieku
  - portal południowy Porta das Praterías
  - ołtarz główny w Capilla Maior ze słynną dwumetrową kadzielnicą botafumeiro, uroczyście zapalaną przy szczególnych okazjach
- klasztory, m.in.: S. Martín Pinario (XVII wiek) z kościołem o renesansowej fasadzie (1598),S. Augustín, S. Domingo (XVIII wiek), S. Clara (XVII wiek)
- kościoły, m.in. S. María do Sar (XII wiek) z pozostałościami klasztoru romańskiego, kaplica Capilla das Angustias de Abaixo (z XVIII wieku)
- szpital (Hospital Real z 1489, 1501–11)
- kolegia: S. Xerónimo (z XVI, XVII wieku), Fonseca (z XVI, XVII wieku) i S. Clemente (z XVII wieku)
- domy i pałace z XVII–XVIII wieku
- place: Praza de España, jeden z najpiękniejszych w Hiszpanii, otoczony wspaniałymi starymi budynkami oraz wokół katedry: Praza do Obradoiro, Praza das Praterías, Praza da Quintana, Praza da Inmaculada
- od XIII w. w bocznej kaplicy katedry znajduje się rzekomo prawdziwy Graal

## Oświata i nauka
W Santiago de Compostela znajduje się uniwersytet, który współpracuje z uniwersytetami w Polsce, np. Uniwersytetem Łódzkim (wydział filologiczny, wydział prawa i administracji – stypendium Erasmus, Socrates).

## Transport
- Santiago de Compostela (stacja kolejowa)
- Katastrofa kolejowa w Santiago de Compostela

## Miasta partnerskie
- Buenos Aires, Argentyna
- Oviedo, Hiszpania
- São Paulo, Brazylia
- Coimbra, Portugalia